# Satyrium muticum
Satyrium muticum är en orkidéart som beskrevs av John Lindley. Satyrium muticum ingår i släktet Satyrium och familjen orkidéer. Inga underarter finns listade i Catalogue of Life.